# Carlos Vaz de Melo Megale
Carlos Vaz de Melo Megale foi um político brasileiro do estado de Minas Gerais.
Foi prefeito de Viçosa, em 1947. Foi vice-prefeito de 1948 a 1950.
Atuou como deputado estadual em Minas Gerais na 2ª Legislatura (1951 - 1955) pelo PR, substituindo alguns deputados afastados.